# Внешняя политика Нидерландов
Внешняя политика Нидерландов ознаменована четырьмя главными направлениями:
- атлантическое сотрудничество (НАТО)
- интеграция в Евросоюз
- международное развитие
- международное право

Нидерланды — член НАТО и ЕС.
Исторически Нидерланды были нейтральным государством до Второй мировой войны, но затем вступили в большое число международных организаций. Голландская экономика носит открытый характер и опирается на международную торговлю.
Нидерланды стали одними из основателей Евросоюза (через таможенный союз Бенилюкс). По образцу отмены внутренних границ в Бенилюксе разработано Шенгенское соглашение. Голландцы также были одними из основных архитекторов Маастрихтского и Амстердамского соглашений. Оба соглашения были подписаны в Нидерландах.
Нидерланды были среди основателей НАТО в 1949. Вооружённые силы Нидерландов участвуют во многих операциях НАТО 1990—2000-х годов. Не исключено, что в Нидерландах базируется часть ядерного оружия НАТО.
Нидерланды — важный центр международного права, родина отца международного права Гуго Гроция. В стране базируются Международный суд ООН, Постоянная палата третейского суда, Международный уголовный суд и его предшественники — Международный трибунал по бывшей Югославии и Международный трибунал по Руанде.
Нидерландские внешние отношения во многом связаны с наследием нидерландской колониальной империи; поддерживаются традиционные отношения с Индонезией и Суринамом. Значительную роль страна играет в программе ООН по поддержке стран Третьего мира, отправляя на их развитие 1 % ВНП. Значительные деньги расходуются на ближневосточный мирный процесс и на помощь странам, пострадавшим от природных катастроф.
Важной проблемой международных вопросов, связанных с Нидерландами, является либеральная политика этой страны по отношению к лёгким наркотикам; кроме того, Нидерланды являются одним из центров нелегального экспорта тяжёлых наркотиков.
Нидерланды присоединились к программе оборонного сотрудничества между государствами-членами ЕС — PESCO. В рамках этой программы страна взяла на себя обязательства по осуществлению выравнивания и стандартизации трансграничного военного транспорта.